# アドベンチャー (旅行会社)
株式会社アドベンチャー（Adventure Inc.）は、東京都渋谷区に本社を置くオンライン旅行会社。東京証券取引所グロース市場上場。

## 概要
航空券のオンライン予約サービスである「skyticket」を主力事業とする。
2004年10月に株式会社アドベンチャー（初代）が設立され、2006年12月にアドベンチャー（初代）の子会社として株式会社サイバートラベルが設立された。2013年6月にサイバートラベルを存続会社とした上で、アドベンチャー（初代）を逆さ合併の形で吸収合併し、サイバートラベルの商号を株式会社アドベンチャー（2代）へ変更した。
2023年10月には、東京証券取引所グロース市場に上場している旅工房を第三者割当増資により連結子会社化した。

## 沿革
- 2004年10月 - 株式会社アドベンチャー（初代）を設立。
- 2006年12月 - アドベンチャー（初代）の子会社として、株式会社サイバートラベルを設立。
- 2007年7月 - 第2種旅行業登録。
- 2008年6月 - オンライン旅行予約サイトである「skyticket」を開設。
- 2013年6月 - サイバートラベルがアドベンチャー（初代）を吸収合併し、サイバートラベルの商号を株式会社アドベンチャー（2代）へ変更。
- 2014年12月 - 東京証券取引所マザーズ上場。
- 2016年3月 - 日本旅行業協会に加盟。
- 2017年
  - 6月 - 国際航空運送協会公認代理店資格を取得。
  - 7月 - 第1種旅行業登録。
- 2019年1月 - ラド観光を完全子会社化[5]。
- 2023年10月 - 旅工房を第三者割当増資により連結子会社化。

## 関連会社
- 株式会社TET
- ラド観光株式会社
- 株式会社Vacations
- 株式会社旅工房
- Adventure India Journey Private Limited
- Adventure Dhaka Limited
- Adventure Korea, Inc.
- Adventure Global OTA Philippines, Inc.